# Anastasiya Todorova
Anastasiya Igorivna Todorova –en ucraniano, Анастасія Ігорівна Тодорова– (Bilhorod-Dnistrovsky, 10 de diciembre de 1993) es una deportista ucraniana que compite en piragüismo en la modalidad de aguas tranquilas.
En los Juegos Europeos de Bakú 2015 consiguió una medalla de bronce en la prueba de K2 200 m. Ha ganado dos medallas en el Campeonato Europeo de Piragüismo, plata en 2015 y bronce en 2017, ambas en la prueba de K4 500 m.

## Palmarés internacional
| Juegos Europeos    | Juegos Europeos          | Juegos Europeos   | Juegos Europeos |
| Año                | Lugar                    | Medalla           | Competición     |
| ------------------ | ------------------------ | ----------------- | --------------- |
| 2015               | Bakú (Azerbaiyán)        | Medalla de bronce | K2 200 m        |
| Campeonato Europeo |                          |                   |                 |
| Año                | Lugar                    | Medalla           | Competición     |
| 2015               | Račice (República Checa) | Medalla de plata  | K4 500 m        |
| 2017               | Plovdiv (Bulgaria)       | Medalla de bronce | K4 500 m        |